# 傑什奇
49°39′19″N 22°56′9″E / 49.65528°N 22.93583°E

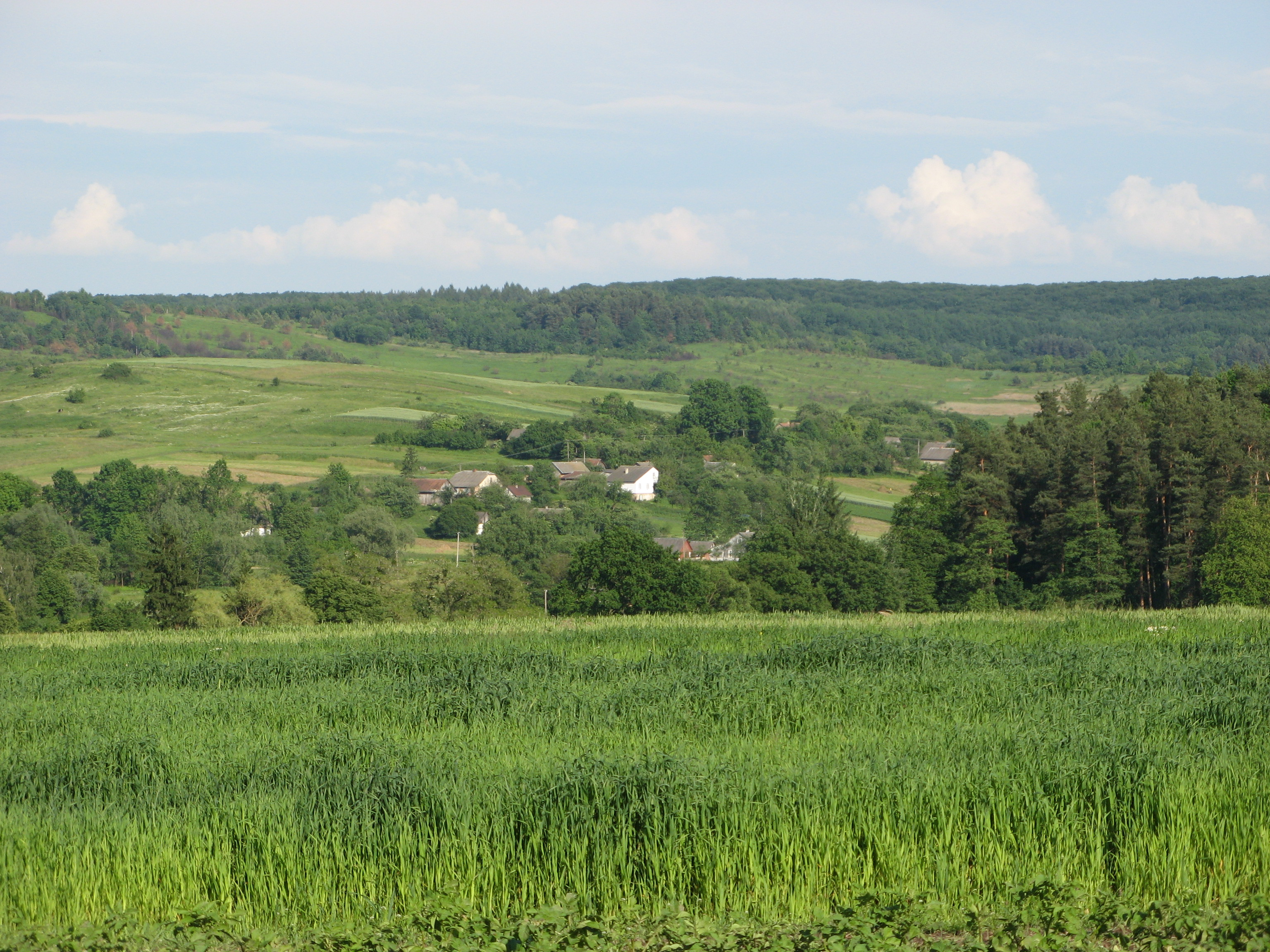

傑什奇（烏克蘭語：Дешичі），是烏克蘭西部的村莊，隸屬利維夫州的桑比爾區。該村處於小維爾瓦河畔，面積1.22平方公里，海拔高度244米，2001年人口370。